# 헤드 오브 더 클래스
《헤드 오브 더 클래스》(영어: Head of the Class)는 ABC에서 1986년부터 1991년까지 방영한 미국의 시트콤이다.
1992년 파생작인 시트콤 《빌리》(Billy)가 ABC에서 총 1시즌 방영되었다.
2021년 HBO 맥스에서 이 시트콤에 기반하여 이사벨라 고메스가 학급 교사 역을 맡은 동명 시트콤을 제작했으나 1 시즌만에 취소하였다.

## 개요
뉴욕 밀러드 필모어 고등학교 개별 수업 영재반(Individualized Honors Program)에는 다양한 전문 분야, 인종, 개성을 지닌 학생들이 모여 있다. 교장 해럴드 새뮤얼스 박사는 IHP 학생들에게 양가 감정을 갖고 있어, 아이들을 불신하는 반면 학교 위신을 세워주는 성취 자체는 높게 평가한다.
학급 교사 찰리 무어는 IHP 학생들이 그 나이대 아이들이 겪는 전형적인 문제들을 대면하고 풀어 나가는 과정을 돕는다. 새뮤얼스 교장은 비정통 교수법을 구사하는 무어가 IHP 학생들 집중을 방해할까 봐 우려한다. 무어는 브로드웨이에서 뜨게 되면서 시즌 5에서 학교를 사직하고, 대체 교사로 스코틀랜드인 빌리 맥그레거가 들어온다.
시리즈 내내 IHP 학생들은 경쟁 상대인 브롱크스 과학고등학교와 대결하고, 매 시즌 학교에서 그리스, 흡혈 식물 대소동, 헤어 등 뮤지컬 공연을 올린다.
졸업반이 된 IHP 학생들은 필모어 고등학교가 문을 닫게 된 현실을 마주한다.

## 출연진
메인
- 하워드 헤스먼 - 찰리 무어 역: IHP 학급 교사.
- 윌리엄 G. 실링 - 해럴드 새뮤얼스 박사 역: 비만한 교장.
- 저네타 아넷 - 버너뎃 미라 역: 냉철한 교감.
- 레슬리 베이가 - 마리아 보저스 역: 후에 공연 예술 고등학교로 진학하며, A 성적을 받으려고 열의를 불태운다. 정서 및 정신 건강 문제가 있는 미소녀.
- 댄 프리슈먼 - 아비드 엥건 역: 전문 분야는 수학이며, MIT를 지망한다. 깡마른 안경쟁이 너드.
- 로빈 기븐스 - 달린 메리먼 역: 연설과 토론에서 두각을 나타내고 있으며, 앨런과 학급 1등 및 학급 대표 졸업생 자리를 놓고 경쟁한다. 버릇없는 부잣집 딸.
- 크리스틴 하지 - 시몬 포스터 역: 시에 재능이 있는 예술 특기생. 조용하고 감성이 풍부하며 적모를 지녔다.
- 조리 후세인 - 자와할랄 차우두리 역: 인도 교환 학생으로 전문 분야는 자연과학이다. 후에 가족들과 캘리포니아로 이사한다.
- 토니 오델 - 앨런 핑커드 역; 정치학이 전문 분야로 극보수 성향이며, 로널드 레이건 지지자이다. 이기주의자인 프레피.
- 브라이언 로빈스 - 에릭 마디언 역: 작가 지망생. 유일하게 외부 대회 참가 팀에 들어가 있지 않다. 검은 가죽 옷을 입고 모터사이클을 몰며 거칠게 행동한다. 시몬에게 끊임없이 들이댄 끝에 헤어졌다가 만나기를 반복하는 연애를 하게 된다.
- 킴벌리 러셀 - 세라 네빈스 역: 평점이 가장 낮다. 현실 감각을 갖췄다.
- 댄 슈나이더 - 데니스 블런던 역: 컴퓨터 천재로, 화학, 물리학에도 뛰어나다. 냉소적이고 재치가 있으며 비만하다. 사회성이 부족한 단짝 친구 아비드가 다양한 경험을 시도하게 돕는다. MIT를 지망한다.
- 태니스 밸럴리 - 재니스 라저로토 역: 11살 천재. 후에 하버드 대학교로 떠난다.
- 레인 프라이어 - T.J. 존스 역
- 마이클 덜로렌조 - 앨릭스 토러스 역; 춤을 사랑하는 교구 학교 전학생. 여자를 밝히며, 특히 시몬과 비키에게 눈독을 들인다.
- 라라 파이퍼 - 비키 에이머리 역: 뉴에이지 신봉자로, 양자역학에 관심이 있다. 노출이 있는 옷을 입고 다닌다.
- 키 후이 콴 - 재스퍼 퀑 역: 새로 전학 온 학생.
- 더보리에이 화이트 - 애리스토틀 매켄지 역
- 빌리 코널리 - 빌리 맥그레거 역
- 브루스 그레이 - 에릭 엥건 박사 역: 아비드의 아버지.